# Dendropanax yunnanensis
Dendropanax yunnanensis är en araliaväxtart som beskrevs av C.J.Tseng och G.Hoo. Dendropanax yunnanensis ingår i släktet Dendropanax och familjen Araliaceae. Inga underarter finns listade.